# Bedfordia arborescens
Bedfordia arborescens Hochr. conocida comúnmente como  hoja manta (Blanket Leaf) es un arbusto o árbol pequeño del sudeste de Australia. 

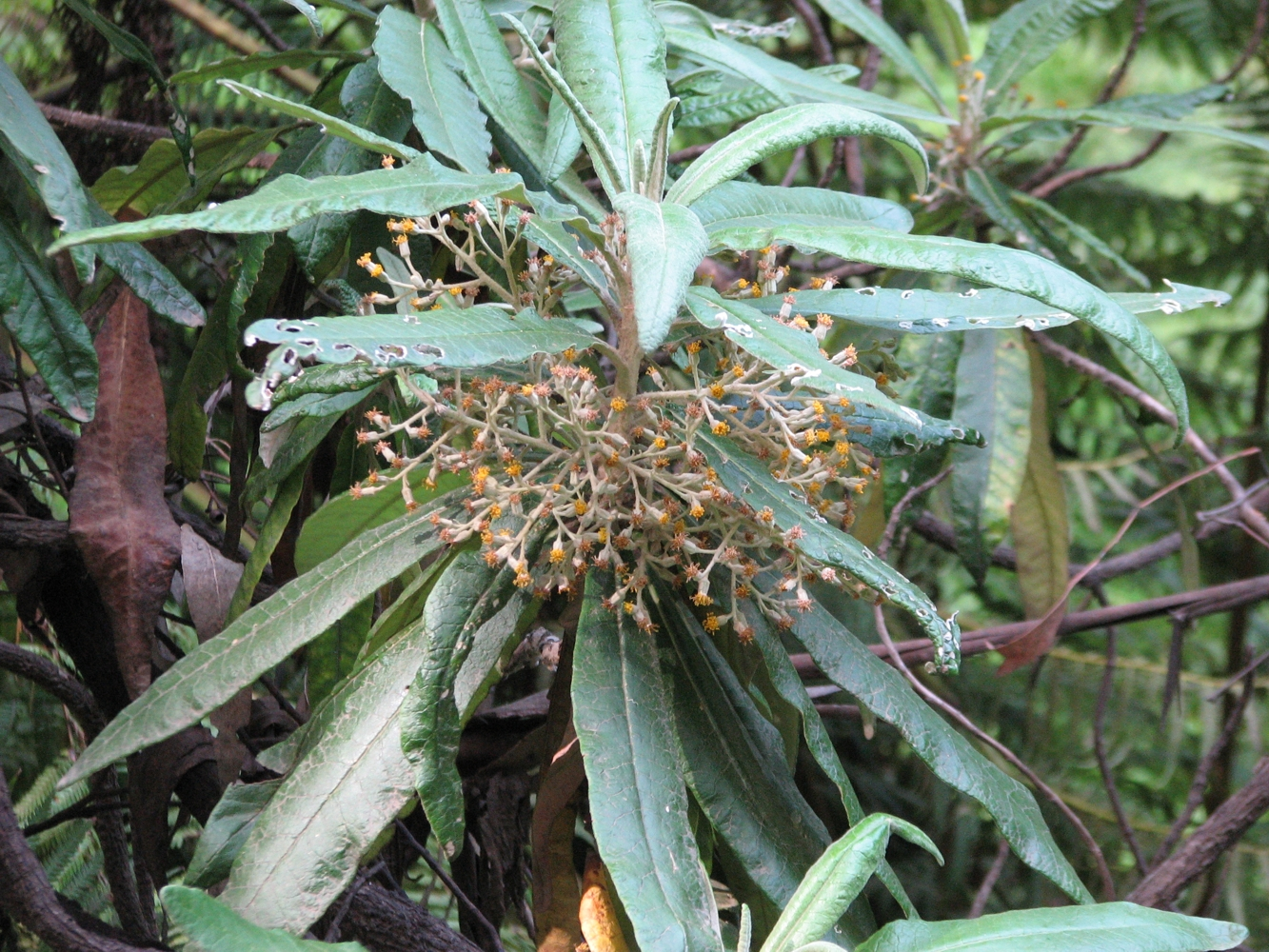
Vista de la planta

## Distribución y hábitat
Crece en o cerca de los bosques templados húmedos en áreas de elevada altitud. El rango de su distribución natural es desde los  Montes Otway y el Promontorio Wilsons (39° S) es el extremo sureste del continente australiano hasta el parque nacional Monga (35° S) cerca del poblado de Braidwood, Nueva Gales del Sur.

## Descripción
Usualmente mide de 3 a 6 metros de altura, a veces alcanzando 12 metros de alto y 45 cm de diámetro en el tronco. Las largas hojas y de apariencia aterciopelada lo hacen fácil de identificar. La manta hoja es con frecuencia torcida y asimétrica. El tronco es irregular en sección de cruz pero no ensanchado en la base. Las ramas principales se forman cerca del suelo.
Las pequeñas ramas están cubiertas de un fieltro blancuzco. Las hojas son alternadas, enteras, con los bordes ondulados. Blancas en el envés, verde pálido en el haz. De 15 a 24 cm de largo y de 2 a 4 cm de ancho. La vena central está hundida en el haz, pero levantada en el envés.
Flores amarillas se forman en panículas de noviembre a enero. El fruto es un aquenio nervudo, blancuzco con cedas en la parte superior. De 8 mm de largo con forma de un cigarro. La fructificación ocurre de diciembre a enero.

## Taxonomía
Bedfordia arborescens fue descrita por Bénédict Pierre Georges Hochreutiner y publicado en Candollea v. 332 (1934).
Etimología
Bedfordia: nombre genérico otorgado en honor de John Russell, duque de Bedford.
arborescens: epíteto latíno que significa "como un árbol".